# Peixe-Boi
Peixe-Boi est une municipalité brésilienne située dans l'État du Pará.